# Śmigłowiec

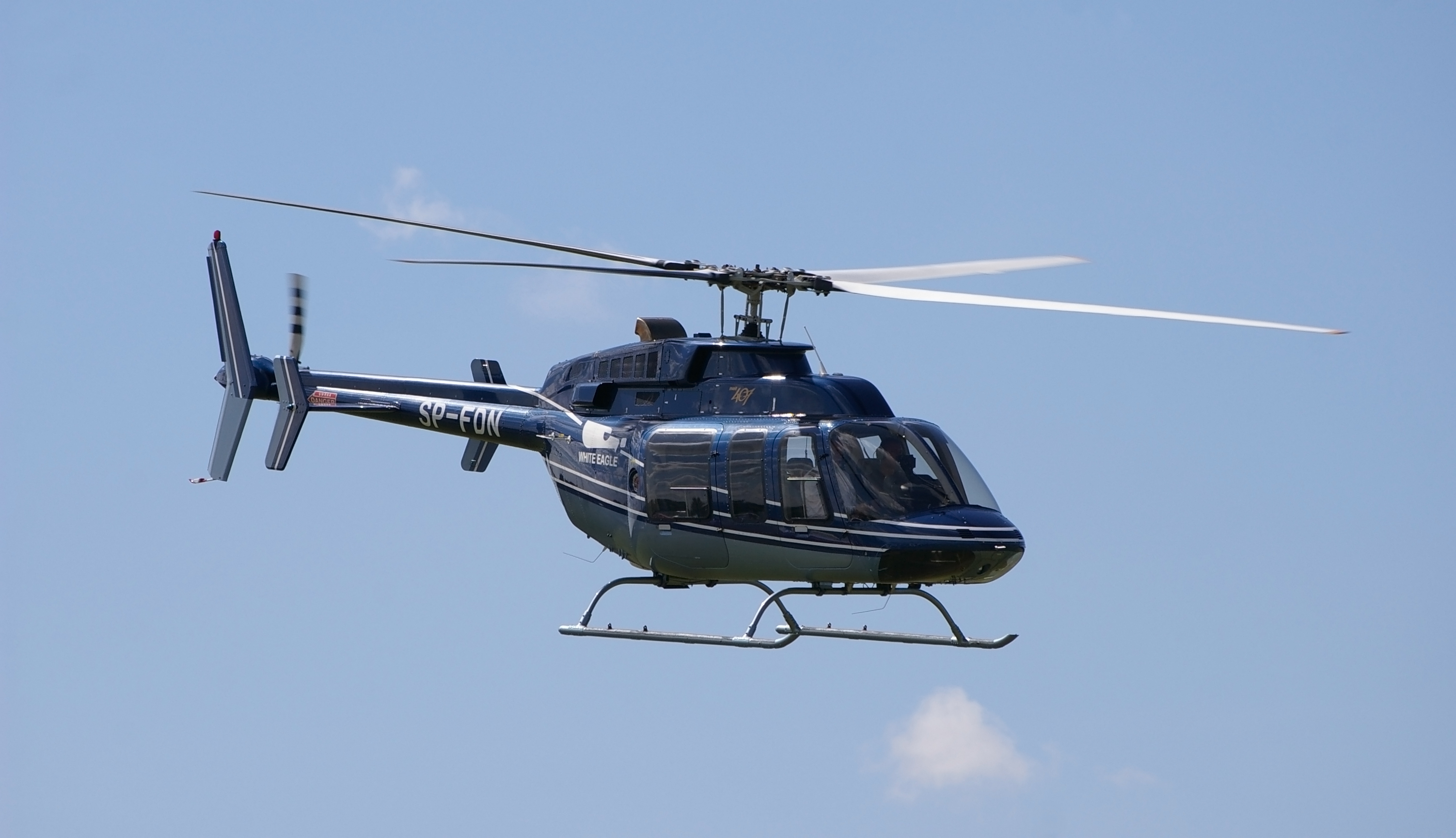
Współczesny śmigłowiec cywilny – Bell 407

Śmigłowiec (również helikopter; od gr. héliks, D. hélikos – skręcony; pterón – skrzydło) – statek powietrzny cięższy od powietrza (aerodyna), rodzaj wiropłatu, wytwarzający siłę nośną w wyniku oddziaływania powietrza na jeden lub więcej wirników nośnych, napędzanych silnikiem.
Śmigłowce weszły do użytku na dużą skalę w latach 40. i 50. XX wieku. Dzięki swojej konstrukcji zdolne są do pionowego startu i lądowania, zawisu w powietrzu, lotu z małymi prędkościami; cechują się dużą manewrowością, co pozwala im na wykonywanie zadań niemożliwych dla samolotów. Wykorzystywane są zarówno w lotnictwie cywilnym (m.in. do transportu ładunków i pasażerów, ratownictwa, pożarnictwa, zadań policyjnych, w agrolotnictwie) jak i wojskowym (m.in. do transportu, rozpoznania, bezpośredniego wsparcia lotniczego i zwalczania okrętów podwodnych).

## Historia śmigłowców

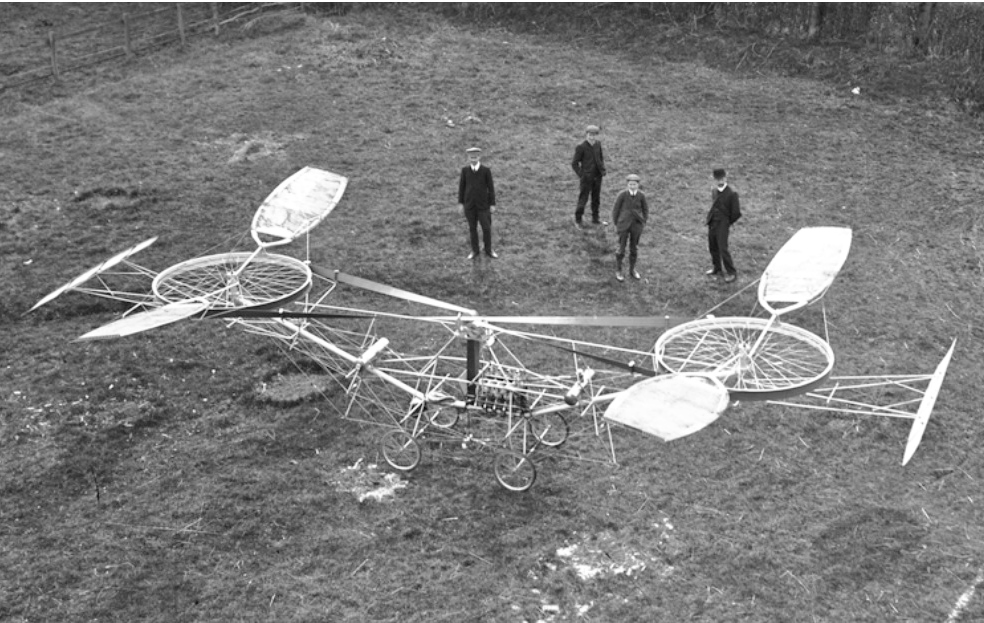
Pierwszy helikopter projektu Paula Cornu z 1907 utrzymał się w powietrzu ok. 1 minuty

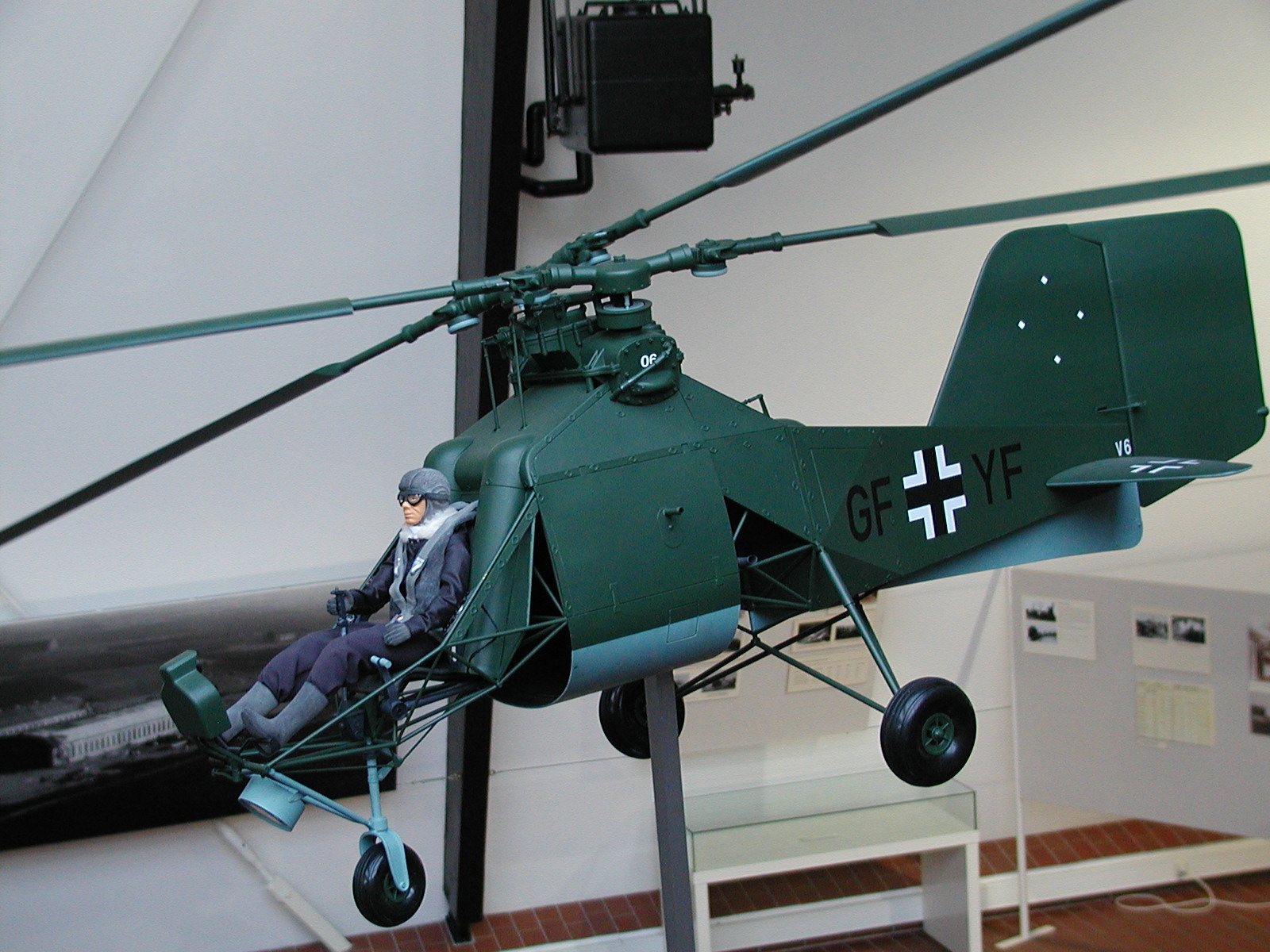
Model śmigłowca Flettner Fl 282

Chociaż pierwsze projekty maszyn działających na tej zasadzie tworzył Leonardo da Vinci, pierwszy lot śmigłowca zaprojektowanego przez francuskiego producenta rowerów Paula Cornu miał miejsce 13 listopada 1907 roku. Najlepsze osiągi tej maszyny to zawis na wysokości ok. 1,5 m przez ponad minutę. 28 września 1912 roku duński inżynier i wynalazca Jacob C.H. Ellehammer zaprezentował swój „śrubowy samolot” na polach pod Kopenhagą. Maszyna zawisła kilkadziesiąt centymetrów nad ziemią, a po chwili stojący obok konstruktor wyłączył silnik.
W 1911 roku rosyjski konstruktor Borys Juriew opracował tarczę sterującą umożliwiającą sterowanie skokiem ogólnym i okresowym łopat wirnika nośnego. Kolejny przełom w budowie śmigłowców dokonał się w 1923 roku dzięki hiszpańskiemu konstruktorowi Juanowi de la Cierva, który opracował na potrzeby skonstruowanego przez siebie wiatrakowca C.4 przegubowe zawieszenie łopat wirnika nośnego.
Było wiele mniej lub bardziej udanych prób konstruktorów na całym świecie, ale pierwszym śmigłowcem, którego lot był w pełni sterowany, był niemiecki Focke-Wulf Fw 61, skonstruowany przez inż. Heinricha Fockego w 1936 roku. Pierwszym śmigłowcem, który trafił do służby, był niemiecki Flettner Fl 282 – mała, dwumiejscowa maszyna obserwacyjna i łącznikowa, której prototyp oblatano w 1941 roku, a do 1943 zbudowano ok. 20 sztuk. Początkowo stosowana w Kriegsmarine w ochronie konwojów, potem do współpracy z artylerią.
Za twórcę śmigłowca powszechnie uważa się rosyjskiego konstruktora, pracującego od roku 1919 w Stanach Zjednoczonych, Igora Sikorskiego, który w latach 1939–1941 zaprojektował Vought-Sikorsky 300. Była to pierwsza działająca maszyna z jednym wirnikiem nośnym i śmigłem ogonowym, które rozwiązywało problem momentu reakcyjnego (zwanego też momentem oporowym), jaki oddziałuje na kadłub śmigłowca, a pochodzi z napędu wirnika nośnego. Ten układ, zwany klasycznym, jest wykorzystywany do dziś w większości maszyn.
Kolejnym typem wprowadzonym na wyposażenie był Sikorsky R-4 oblatany w styczniu 1942 roku, wyprodukowany na zlecenie US Navy w liczbie 131 sztuk. W roku 1944 znalazły one zastosowanie w Birmie do ewakuacji zestrzelonych pilotów.
Śmigłowce dwuwirnikowe mogą mieć wirniki umieszczone współosiowo (na jednej osi, obracające się w przeciwnych kierunkach – układ Kamowa).
Włoski konstruktor Corradino D'Ascanio wykonał trzeci prototyp śmigłowca D’AT3. Był to śmigłowiec z dwoma trzyłopatowymi wirnikami przeciwbieżnymi, umieszczonymi współosiowo. W październiku 1930 roku D’AT3 z silnikiem Fiat A.50 o mocy 105 KM pilotowany przez Marinello Nelli wykonał lot ustanawiając trzy rekordy FAI: rekord długotrwałości lotu – 8 minut 45 sekund, rekord długości lotu w linii prostej – 1078 m oraz rekord wysokości lotu – 18 m.
Układ tego typu napędu śmigłowców dopracowano dopiero w 1947 roku i zastosowano w konstrukcji śmigłowca Ka-8.
Wirniki w układzie podłużnym (z przodu i z tyłu kadłuba), który został zapoczątkowany przez konstruktora polskiego pochodzenia Franka Piaseckiego, rzadko w układzie krzyżowym (układ Flettnera), wyjątkowo w układzie poprzecznym (np. udany Focke-Wulf Fw 61 i nieudany Mi-12). W 1955 roku oblatano statek powietrzny dwuwirnikowy posiadający cechy zarówno śmigłowca, jak i samolotu, był to zmiennopłat Bell XV-3.

## Sterowanie śmigłowcem

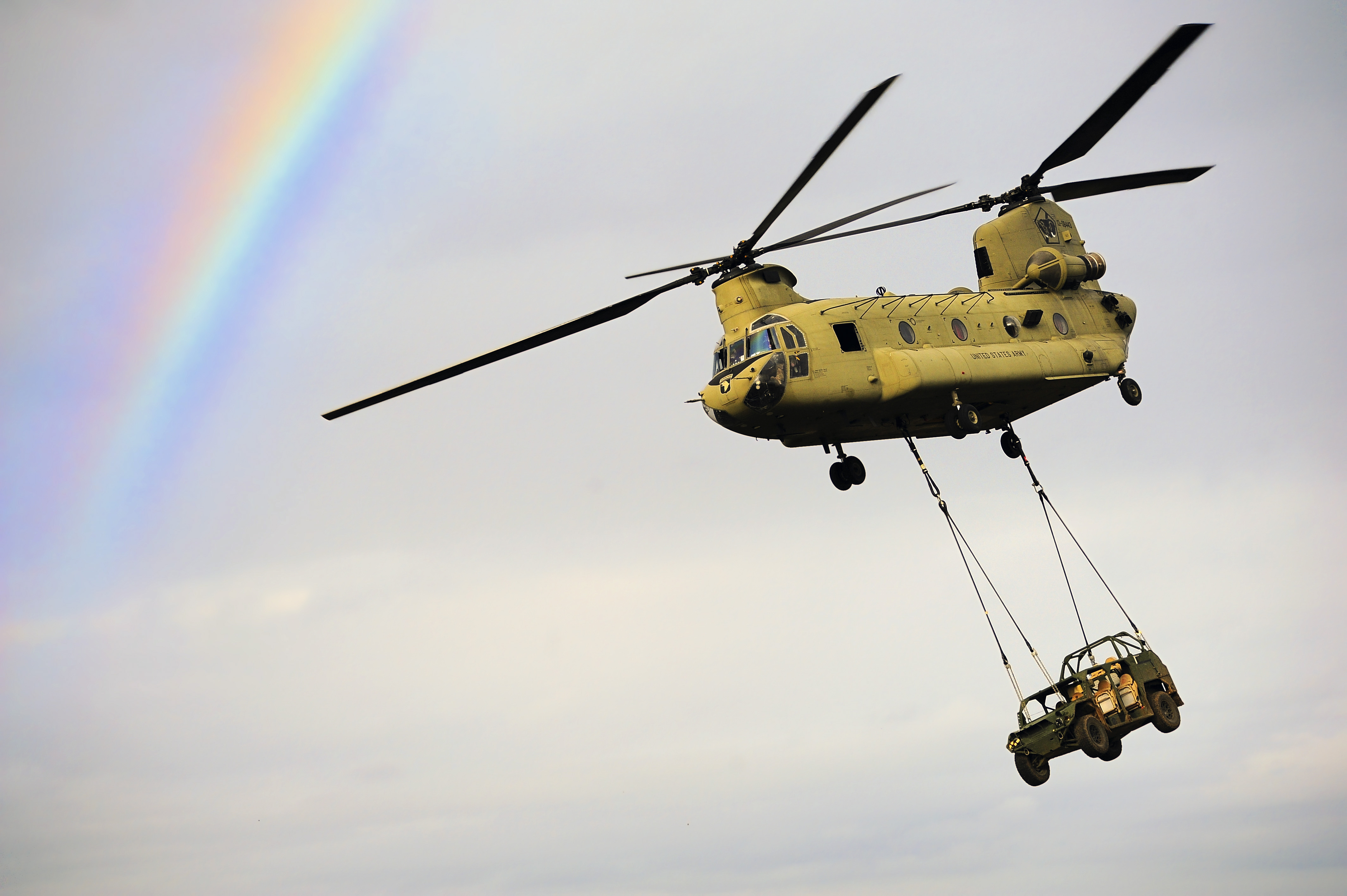
Dwuwirnikowy śmigłowiec transportowy CH-47 Chinook

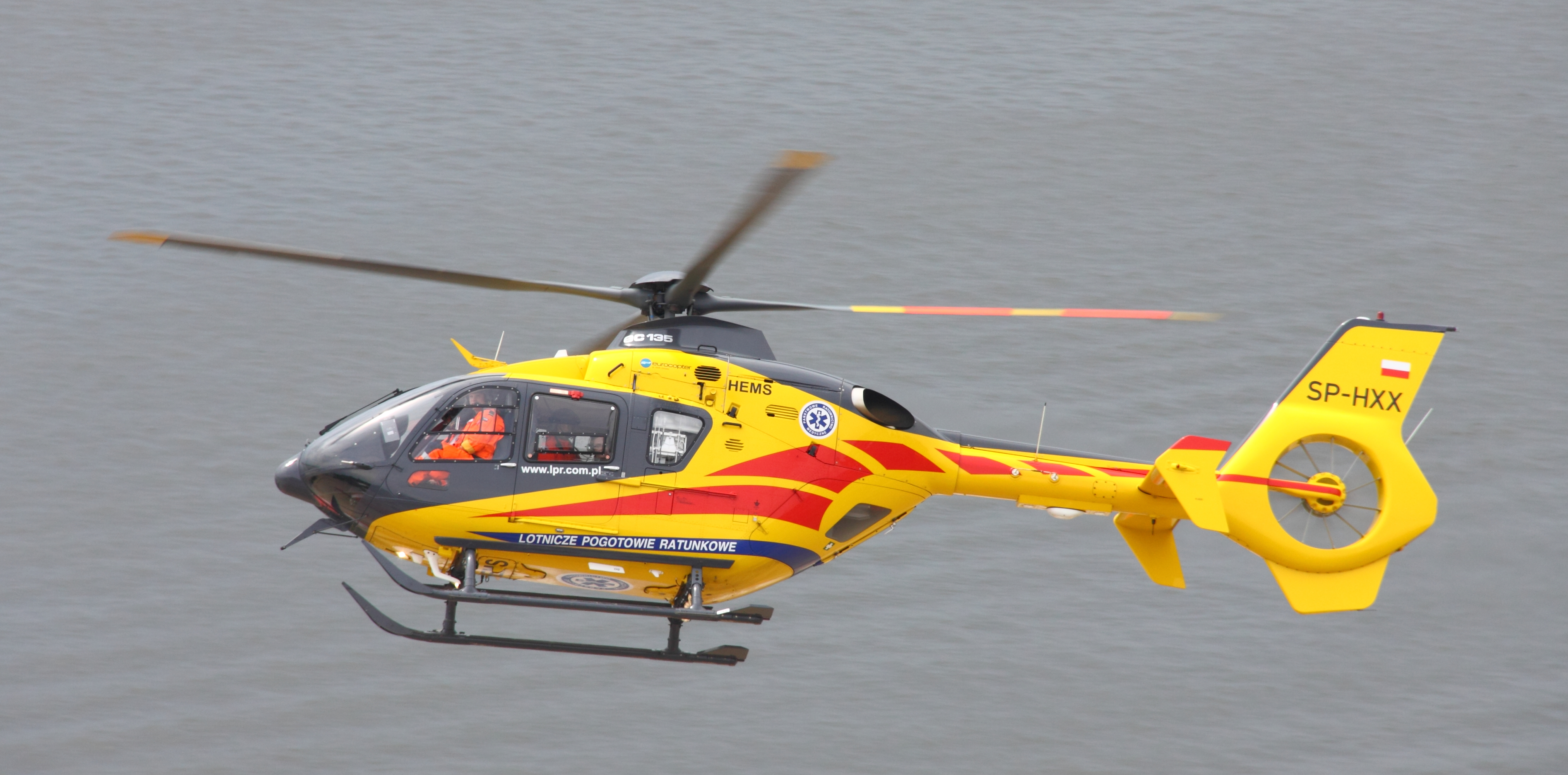
Eurocopter EC135 w barwach Lotniczego Pogotowia Ratunkowego

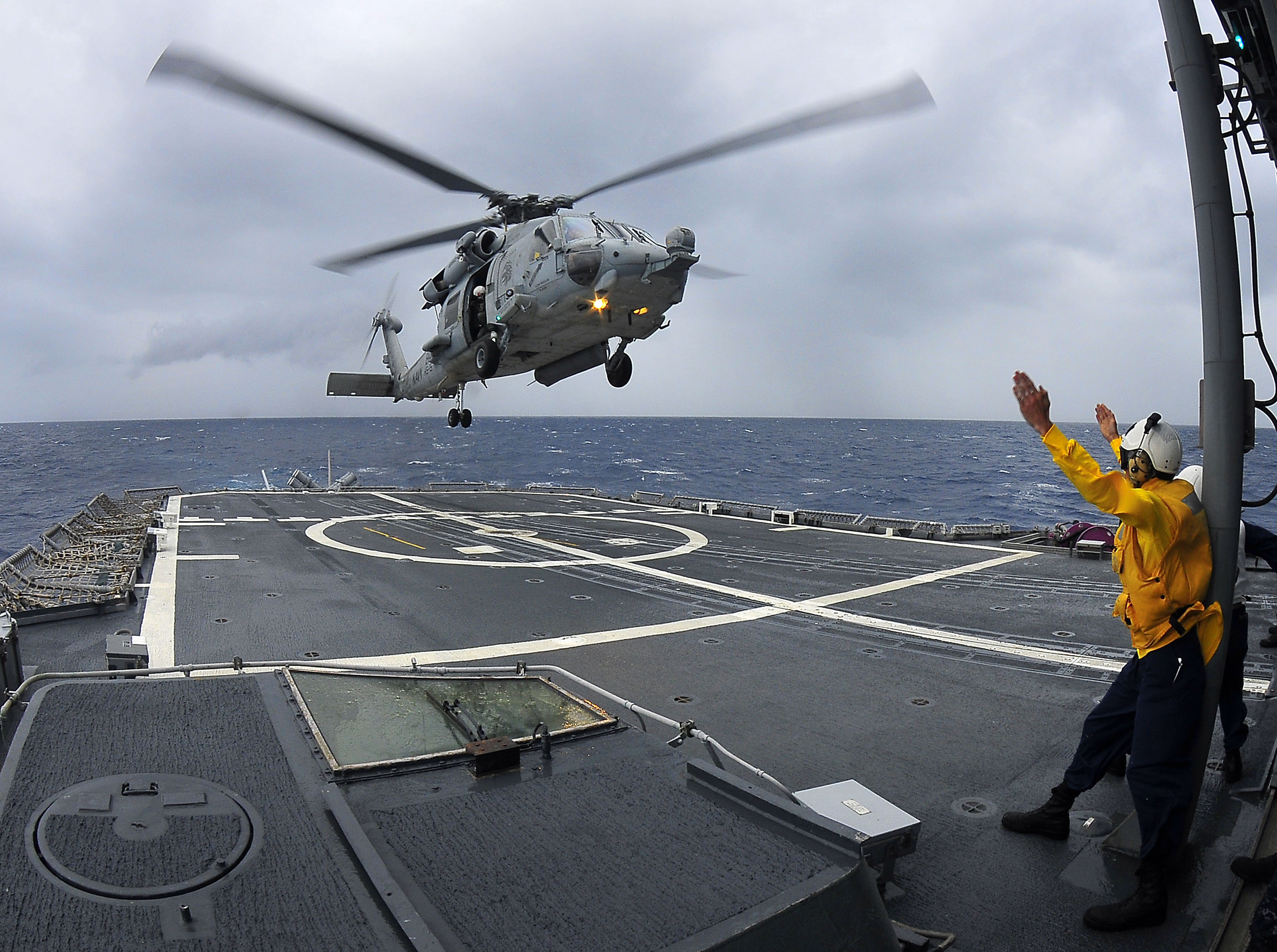
Śmigłowiec SH-60F nad pokładem okrętu

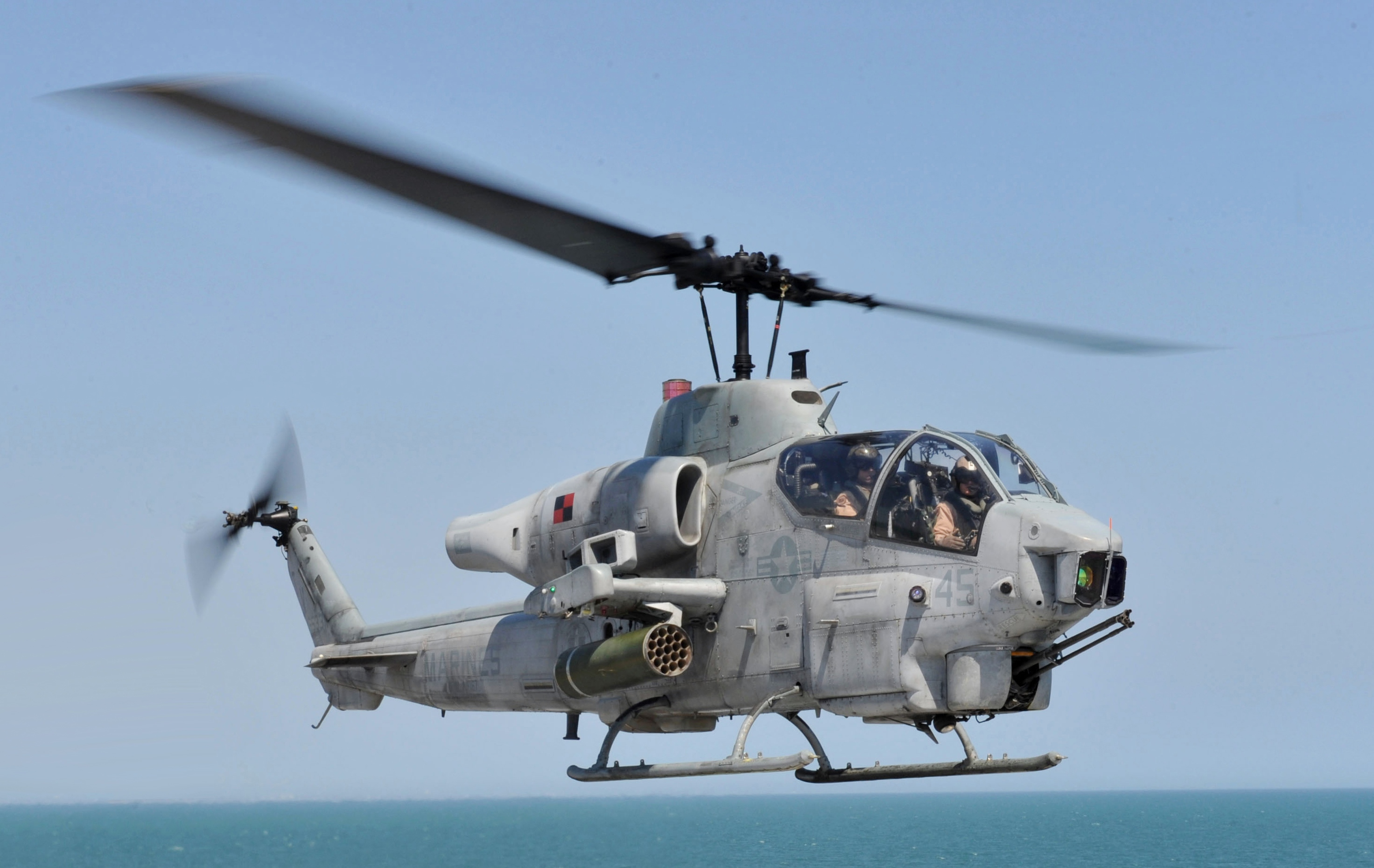
Śmigłowiec szturmowy AH-1W Super Cobra

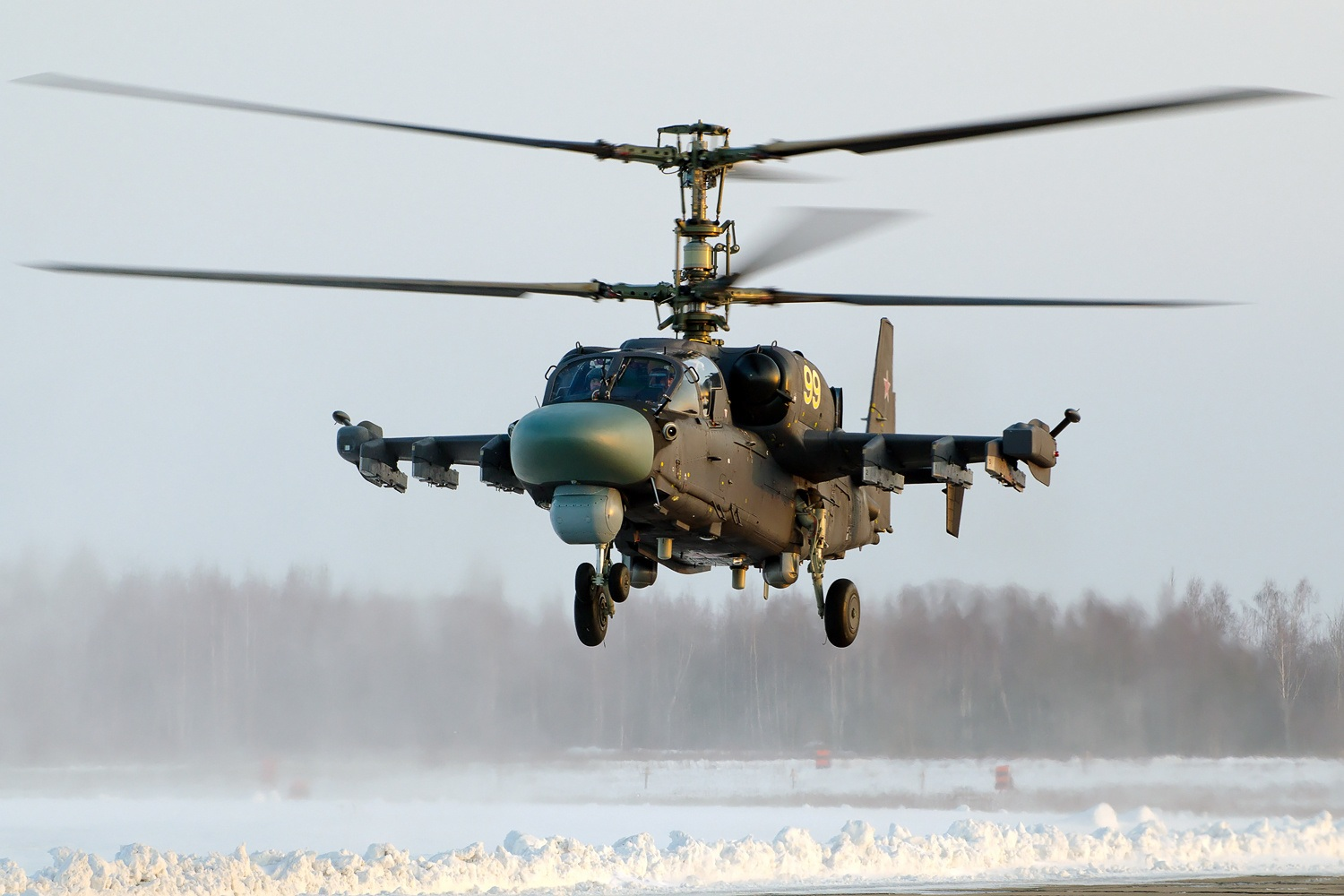
Śmigłowiec szturmowy Ka-52 z wirnikiem w układzie Kamowa

Kombinacja ruchu postępowego i ruchu obrotowego względem osi wirnika umożliwia śmigłowcom wykonanie manewrów, do których nie są zdolne żadne samoloty. Przykładowo możliwe jest poruszanie się po okręgu tak, aby nos śmigłowca zwrócony był cały czas w kierunku jednego punktu znajdującego się w środku okręgu (piruet).

### Ruch postępowy w pionie
Odpowiednikiem lotu szybowego samolotów, który pozwala bezpiecznie wylądować samolotom z wyłączonym lub uszkodzonym silnikiem, jest (dla śmigłowców) lot autorotacyjny.
Za pomocą dźwigni skoku ogólnego i mocy pilot może zmieniać kąt natarcia wszystkich łopat jednocześnie. Nazywamy to sterowaniem ogólnym. Ruch tej dźwigni jest sprzężony z układem regulacji mocy silnika(ów). Powoduje to, że przy zwiększaniu kąta natarcia wszystkich łopat (np. podczas startu) wzrasta też moc przekazywana na wirnik z zespołu napędowego – tak, aby utrzymywać prędkość obrotową wirnika (wirników) nośnego w potrzebnym zakresie. Dzięki powyższym dwóm czynnikom istnieje możliwość regulacji siły ciągu wirnika niezależnie od prędkości postępowej w płaszczyźnie poziomej. Śmigłowiec może zatem płynnie przemieszczać się wzdłuż osi pionowej (tzn. w górę lub w dół). Ten statek powietrzny nie potrzebuje więc pasa startowego, aby wznieść się w powietrze oraz żeby bezpiecznie wylądować. Z tego powodu o śmigłowcach mówi się jako o statkach powietrznych pionowego startu i lądowania. Śmigłowiec jest zdolny do wykonywania zawisu – stanu lotu, w którym nie występuje przemieszczenie się względem Ziemi.
Pionowe wznoszenie śmigłowca wiąże się z największym oporem indukowanym i wymaga dostarczenia do wirnika dużej mocy, czasem jest to moc maksymalna. Z tego też względu, taki lot powinien być wykonywany tylko w razie konieczności, wiąże się on bowiem ze zwiększonym ryzykiem wypadku, jeśli dojdzie w tym czasie do (choćby częściowej) awarii zespołu napędowego. Z tego też względu operacje ratownicze i dźwigowo-montażowe na śmigłowcu wymagają wzmożonej uwagi i pracy załogi na pokładzie. Najnowsze generacje śmigłowców (szczególnie śmigłowce trójsilnikowe, np. CH-53E czy AW-101) mają komputerowo zaprogramowane układy automatyki mocy silników i pozwalają na bezpieczne wykonanie zadania po awarii jednego silnika.
Tylko kilka typów śmigłowców na świecie może wykonać pętlę. Są to na przykład Bölkow Bo 105 i Westland Lynx.

### Ruch postępowy w płaszczyźnie poziomej
Dzięki okresowej, zależnej od położenia łopaty względem śmigłowca, zmianie kąta natarcia łopat (sterowanie okresowe) i nachyleniu wirnika, śmigłowce mogą poruszać się dowolnie w kierunkach przód-tył oraz prawo-lewo ruchem postępowym, tzn. bez wykonywania obrotu względem osi wirnika głównego (kabina pilota jest cały czas zwrócona w tym samym kierunku np. na północ). Pilot wykonuje ten manewr poprzez odpowiednie wychylenie drążka sterowniczego.
Patrząc na śmigłowiec z góry, przy wirniku obracającym się przeciwnie do ruchu wskazówek zegara – wychylenie drążka sterowniczego w lewo powoduje zwiększenie kąta natarcia na łopatach z przodu jednostki, a zmniejszenie na łopatach z tyłu kadłuba. Wówczas przednia część wirnika wytwarza większą siłę ciągu w porównaniu z tylną częścią, powodując moment obrotowy w osi poprzecznej śmigłowca, co w wyniku działania precesji przekłada się na pochylenie śmigłowca w lewą stronę wraz z pojawieniem się wypadkowej siły zwróconej poziomo w lewo, odpowiadającej za poziomy ruch śmigłowca w tym kierunku. Analogicznie zachowuje się śmigłowiec, gdy wychylimy drążek w każdym innym kierunku lewo-prawo oraz przód-tył i wszystkich kierunkach pośrednich.

### Ruch obrotowy względem osi wirnika głównego
Ruch obrotowy w układzie klasycznym realizowany jest poprzez zmianę skoku śmigła ogonowego. Zmianę tę śmigłowiec realizuje w wyniku sterowania orczykiem (pedałami) przez pilota. Śmigłowiec nie wykonuje żadnego ruchu obrotowego względem osi wirnika głównego (lub wykonuje ruch obrotowy ze stałą prędkością kątową), jeżeli siła ciągu śmigła ogonowego równoważy moment siły pochodzący z napędu wirnika nośnego.

## Eksploatacja i zastosowanie śmigłowców
Śmigłowiec jest maszyną, w której duża liczba elementów konstrukcji jest poddawana obciążeniom o zmiennej wartości i kierunku. Obciążenia te powodują szkodliwe drgania i naprężenia, a w efekcie zmęczenie materiału. Z tego względu wiele elementów śmigłowca wymaga kosztownych prac serwisowo-naprawczych, co sprawia, że jego eksploatacja jest dużo kosztowniejsza niż samolotu. W razie zaniedbań w zakresie przeglądów i remontów śmigłowca może dojść, na skutek zmęczenia materiału, do pęknięcia któregoś z istotnych elementów (np. łopaty wirnika głównego), co może być przyczyną poważnego w skutkach wypadku.
W przypadku awarii silnika, śmigłowiec może stosunkowo bezpiecznie szybować i wylądować wykorzystując awaryjną procedurę autorotacji wirnika głównego. Dla swobodniejszego wyboru miejsca przyziemienia konieczny jest jednak zapas wysokości i/lub szybkości, dlatego operacje w zawisie na niskiej wysokości są uważane za niebezpieczne.
Śmigłowiec, dla wykonania tej samej pracy użytecznej, wymaga – w stosunku do samolotu – dużo więcej energii, spala zatem więcej paliwa – jest tym samym droższy w bieżącej eksploatacji.
Pomimo bardziej złożonego sterowania, wyższych kosztów zakupu i eksploatacji w porównaniu z samolotami, śmigłowce, ze względu na swoje szczególne właściwości (głównie możliwość pionowego startu i lądowania oraz zawis) znalazły swoje miejsce w grupach ratowniczych, wojsku i wszędzie tam, gdzie istnieje konieczność lądowania na niewielkiej powierzchni oraz precyzyjnych manewrów na niewielkiej wysokości w trudnych i niedostępnych warunkach terenowych, a także w trudnych warunkach atmosferycznych.
Przykładem specjalistycznego wykorzystania śmigłowca może być konserwacja przewodów linii przesyłowych wysokiego napięcia przechodzących przez trudno dostępny teren (np. góry), wykonywana w zawisie, bez wyłączania prądu w linii, często z wprowadzaniem wirnika pomiędzy przewody pod napięciem.

## Sport śmigłowcowy

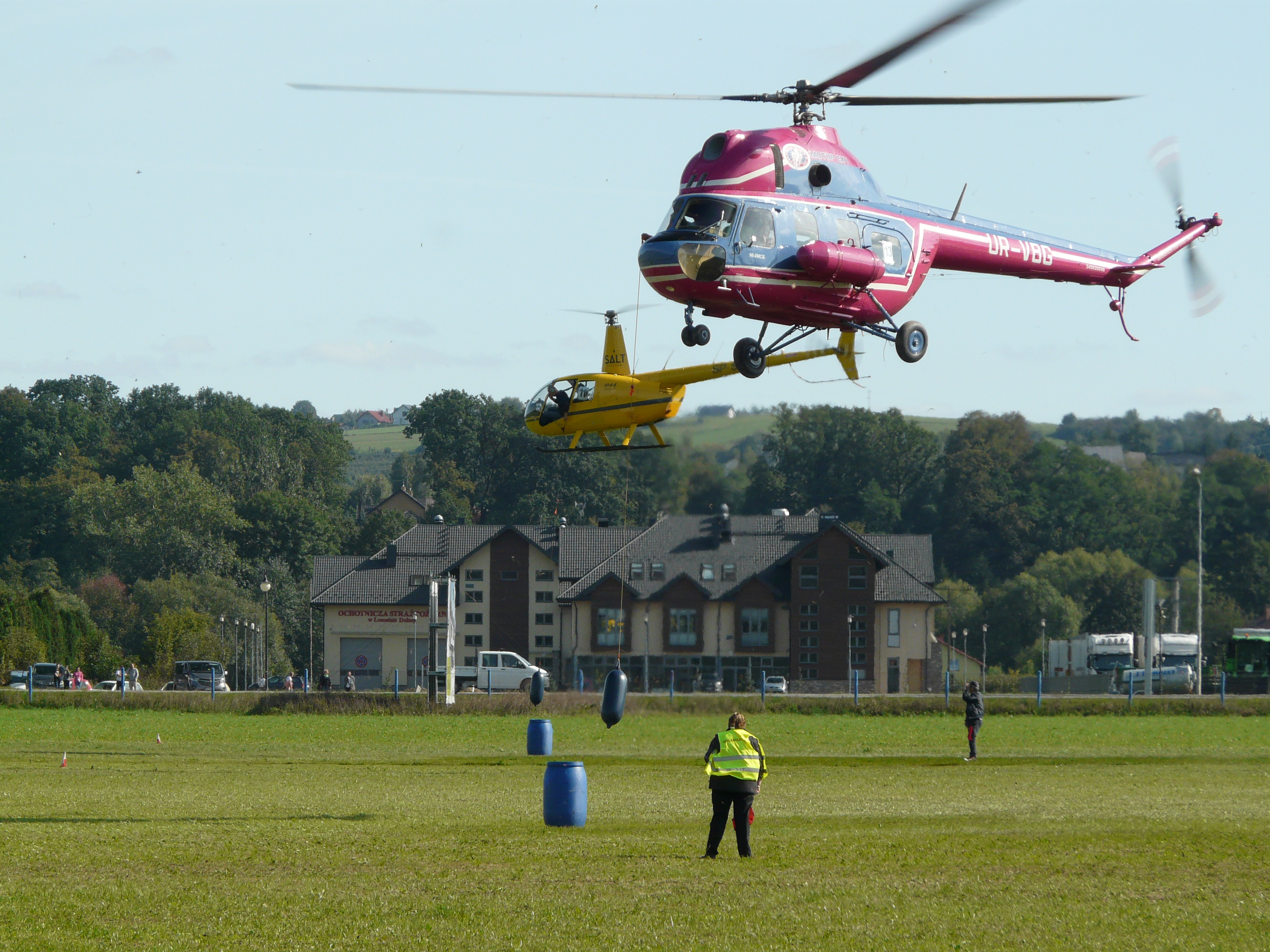
Zawody śmigłowcowe Helicopter World Cup 2019

W 1958 roku w ZSRR zorganizowano Krajowe Mistrzostwa Śmigłowcowe, były to pierwsze śmigłowcowe zawody sportowe.
Od 1971 roku organizowane są Śmigłowcowe Mistrzostwa Świata. Pierwsze w Polsce zawody śmigłowcowe odbyły się w 1967 roku w Świdniku, były to I Krajowe Zawody Śmigłowcowe, następne w 1969 II Krajowe Zawody Śmigłowcowe, a w 1971 roku zawody zmieniły nazwę na I Śmigłowcowe Mistrzostwa Polski.